# Eunice ornata
Eunice ornata är en ringmaskart som beskrevs av Andrews 1891. Eunice ornata ingår i släktet Eunice och familjen Eunicidae. Inga underarter finns listade i Catalogue of Life.